# Stara Kršlja
Stara Kršlja – wieś w Chorwacji, w żupanii karlowackiej, w gminie Rakovica. W 2011 roku liczyła 7 mieszkańców.